# 나카무라 레이아
나카무라 레이아(일본어: 中村嶺亜, 1997년 4월 2일 ~ )는 일본의 가수, 배우이다.
도쿄도 출신. STARTO ENTERTAINMENT 소속.

## 연혁
- 2009년 10월 3일, 쟈니즈 사무소의 오디션에 합격하여 입소. (입소 동기로는 이노우에 미즈키, 이가라시 다이키 등)
- 2009년 6월 7일, 《포럼 신기록!! 쟈니즈 주니어 1일 4공연 하는거야!》 콘서트에서 전신 유닛인 모리모토 신타로 with 스노우 프린스 합창단을 결성.
- 2009년 11월 1일, 모리모토 신타로 주연의 영화 《스노우 프린스 금지된 사랑의 멜로디》의 OST인 〈스노우 프린스〉로 모리모토 신타로를 주로 하여 모리모토 신타로 with 스노우 프린스 합창단 멤버를 대폭 교체후 스노우 프린스 합창단 결성.
- 2009년 12월 2일, 스노우 프린스로 CD 데뷔.
- 2009년 12월 31일, 스노우 프린스 합창단으로서 《제60회 홍백가합전》의 어린이 홍백가합전으로 NHK 홍백가합전 첫 출장.
- 2012년 5월 20일, 진구지 유타, 키시 유타, 타카하시 후우, 하니우다 아무, 쿠라모토 카오루와 함께 Gaiety 결성.
- 2012년 7월 24일, 소년구락부의 수록에서 마츠시마 소우, 마리우스 요, 진구지 유타, 쿠라모토 카오루, 하니우다 아무, 이노우에 미즈키, 마츠쿠라 카이토, 모토다카 카즈키, 무라키 료타, 마츠다 켄타와 함께 Sexy Boyz의 멤버로 발표됨.
- 2012년 8월 20일, 포니캐년 "Sexy Zone Official Site"에서 CD 데뷔 발표.
- 2012년 9월, Sexy Boyz가 진구지 유타, 나카무라 레이아, 하니우다 아무, 쿠라모토 카오루의 4인 체제로 변경.
- 2012년 9월 26일, 7월 24일에 수록했던 소년구락부(9월 26일 방송)에서 Sexy Boyz로서 〈雨だって 비라도〉 첫 피로.
- 2012년 10월 3일, Sexy Zone 3rd 싱글 CD 《Sexy Summer에 눈이 온다》의 커플링 곡으로 〈雨だって〉가 수록됨.

## 인물
- 애칭은 레이아.
- 사무소에 들어가게 된 계기는 아는 사람이 이력서를 냈기 때문이다.
- 동경하는 선배는 NEWS의 테고시 유야.

## 출연

### 버라이어티·음악 프로그램
- 더 소년구락부 (2009년 - , NHK)
- 제60회 NHK 홍백가합전 어린이 홍백 (2009년 12월 31일, NHK)
- 세키구치 히로시의 도쿄 프렌즈 파크 〈쟈니즈 Jr. 전세 SP〉 (2010년 9월 20일, TBS)
- Johnny's Jr. Land (2011년 10월 2일 - , BS 스카파)
- 스카파 어워즈 - Johnny's Jr. land 프로모션 (2011년 10월 2일, BS 스카파)
- 양양 JUMP (2011년 4월 16일 - , TV 도쿄)

### CM
- Johnnys' Jr. land (2011년 10월 30일)

### 콘서트
- Sexy Zone First Concert 2012 (2012년 2월 11일 - 19일, 도쿄 국제 포럼 홀A, 오사카 우메다 예술 극장 메인 홀)
- Johnny's Dome Theatre ~SUMMARY~ (2012년 8월 11일 - 9월 2일, 도쿄 돔 시티 홀)
- JOHNNY'S World - 쟈니즈 월드 - (2012년 11월 10일 - 1월 27일, 도쿄 제국 극장)
- 프레시 쟈니즈 Jr. in 요코하마 아리나 (2012년 12월 16일, 요코하마 아리나)

### 무대
- ABC좌 별극장 (2012년 2월 4일 - 29일, 도쿄 닛세이 극장)

## 같이 보기
- 쟈니즈 Jr.